# TMZ
TMZ (ou Thirty-mile zone) est une entreprise de médias appartenant à Fox Corporation et créée en 2005, qui concentre ses activités sur les actualités des célébrités. Elle a été particulièrement mise en lumière lors du décès de Michael Jackson en juin 2009, en annonçant la mort de la star avant tous ses concurrents. Harvey Levin (en) est le chef d'édition.
En juillet 2006, alors « jeune » site de huit mois d'existence, TMZ avait réalisé un premier coup d'éclat en révélant l'arrestation de l'acteur Mel Gibson, en état d'ivresse au volant, qui avait injurié les policiers et tenu des propos racistes. TMZ avait aussi révélé que le compte-rendu de la police avait passé sous silence une partie des faits,. TMZ a porté un certain intérêt à des célébrités telles que Britney Spears (en particulier en 2007), Lindsay Lohan ou encore, Paris Hilton. Il fut aussi le premier à prouver officiellement le divorce de Kim Kardashian avec le basketteur Kris Humphries en dévoilant l'acte de divorce sur son site. Le 3 mars 2015, TMZ annonce que le chanteur Chris Brown a une fille cachée de neuf mois. Le 1er mai 2018, TMZ réalise un article où il dévoile la cause de la mort du disc-jockey suédois Avicii, qui se serait donné la mort en se mutilant avec un tesson de bouteille de vin, cette source ayant été donné par des proches du DJ.
Dans son édition de novembre 2014, le magazine Lui dressait un long portrait du fondateur et directeur du site Harvey Levin. Installé avec son compagnon dans leur maison récemment construite de Venice Beach (Californie), ce dernier se montrait très jaloux de sa vie privée, n'hésitant pas à faire appel à des hommes de main pour éloigner des journalistes trop curieux.
TMZ annonce en 2020 la mort du basketteur Kobe Bryant puis de Kim Jong-un des suites d’une opération à cœur ouvert et de l’épidémie de COVID-19. La mort de ce dernier se révèle cependant fausse, Kim Jong-un réapparaissant en public le 2 mai 2020. 
En septembre 2021, WarnerMedia annonce la cession de TMZ à Fox Corporation. Le médium ainsi que ses sites TMZ.com et TooFab.com passe sous le contrôle de la division Fox Entertainment. Harvey Levin conserve sa place de directeur de la rédaction.